# ويليام نابير
ويليام نابير (بالإنجليزية: Bill Napier)‏ هو عالم فلك بريطاني، ولد في 29 يونيو 1940 في بيرث في المملكة المتحدة.